# 狼牙委陵菜
狼牙委陵菜（学名：Potentilla cryptotaeniae）是蔷薇科委陵菜属的植物。分布在朝鲜、俄罗斯、日本以及中国大陆的吉林、黑龙江、四川、陕西、甘肃、辽宁等地，生长于海拔1,000米至2,200米的地区，一般生长在河谷、草甸、草原和林缘，目前尚未由人工引种栽培。

## 别名
狼牙（本草经）、狼牙萎陵菜（东北植物检索表）

## 异名
- Potentilla cryptotaeniae Maxim. var. radicans Yu et Lu